# Комишино (Ленінськ-Кузнецький округ)
Коми́шино (рос. Камышино) — село у складі Ленінськ-Кузнецького округу Кемеровської області, Росія.

## Населення
Населення — 621 особа (2010; 734 у 2002).
Національний склад (станом на 2002 рік):
- росіяни — 95 %